# اسنوی وایت

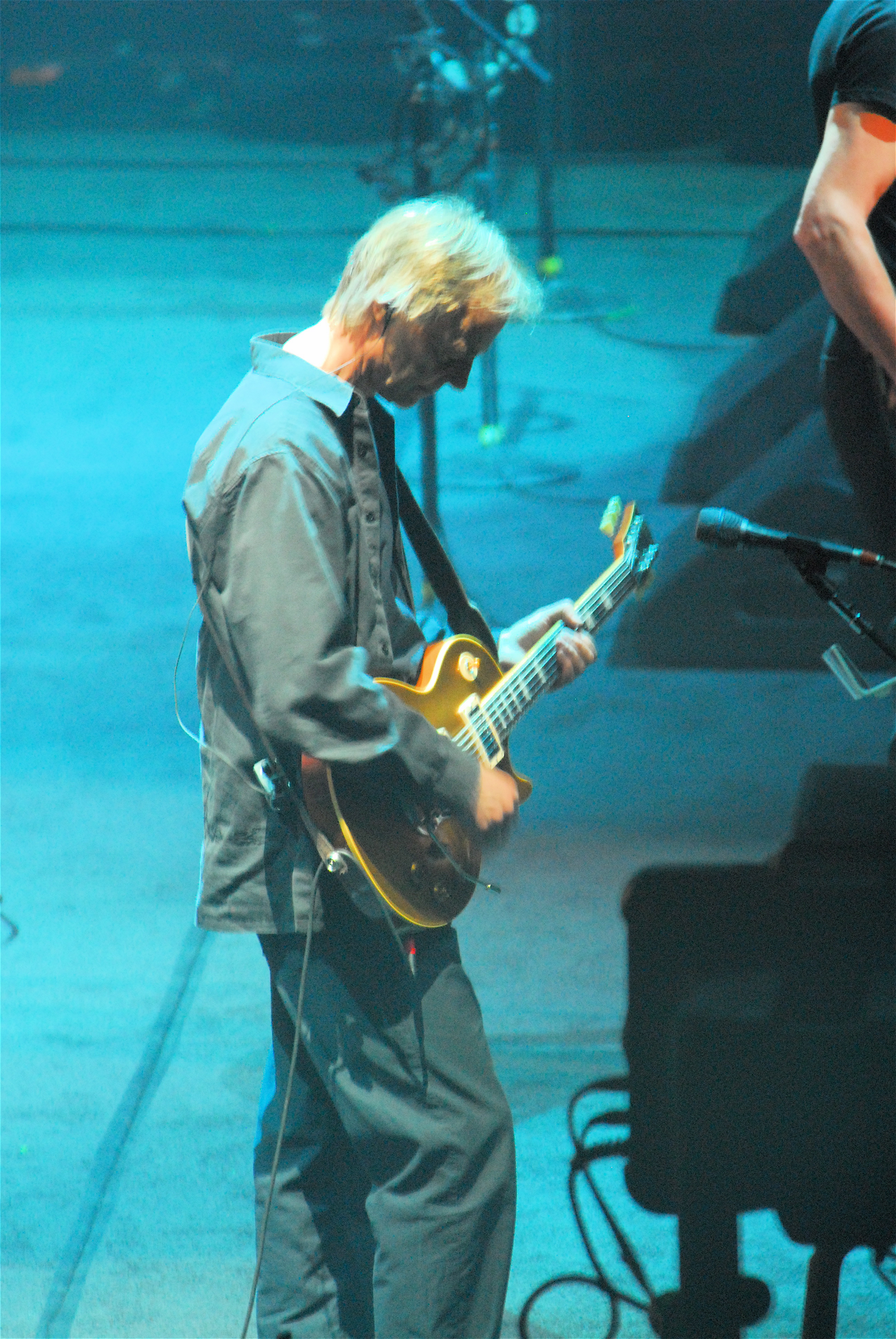
اسنوی وایت در تورهای ۲۰۰۷ راجر واترز

اسنوی وایت ( س‍‍‍فید برفی ) (به انگلیسی: Snowy White) (زاده ۳ مارس ۱۹۴۸) گیتارنواز انگلیسی است که سابقه حضور در گروه هارد راک ثین لیزی را مابین سال‌های ۱۹۸۰-۸۲ میلادی داراست.در تورهای گروه پراگرسیو راک پینک فلوید نیز از وی دعوت می‌شده (اولین بار در سال ۱۹۷۷ دعوت شده بود،در تور دیوار در سال ۱۹۸۰ نیز حضور داشت) و اخیراً نیز همراه با گروه راجر واترز در تورها حاضر می‌شود.تک‌آهنگ پرندهٔ بهشت وی نیز در سال ۱۹۸۳ موفق بوده‌است.